# 亞伯拉罕
亞伯拉罕（希伯來語：אַבְרָהָם，意为“多國之父”），原名作亞伯蘭或亞巴郎（Abram，意為“崇高之父”），是亚伯拉罕诸教（猶太教、基督教和伊斯兰教等宗教）的先知，是上主从地上众生中所揀选并给予祝福的人。同时也是包括希伯来人和阿拉伯人在内的闪米特人的共同祖先。
根據猶太人的傳統記載，亞伯拉罕是拿鶴的孫子、他拉的兒子，拿鶴居住在迦勒底的乌尔。據《創世記》記載，他拉有三個兒子，聖經紀載依序為亞伯蘭、拿鶴（與祖父同名）、哈蘭（Haran）。哈蘭死在吾珥，留下一個兒子羅得，他拉帶著全家打算搬到南方的迦南，途經哈蘭（此哈蘭為地名，在希伯來文的拼法不同）便決定留下，最後死在哈蘭。
猶太教、基督教及伊斯蘭教等宗教統稱亞伯拉罕諸教，因亞伯拉罕在這三個教中佔有重要的地位。在猶太教的傳統中，他被稱為“Avraham”、“Avinu”或 “我父亞伯拉罕”。上帝應許亞伯拉罕，要透過他的子民，使天底下所有的國都被祝福，基督教將此解釋為透過耶穌基督得到救贖。而猶太人、基督徒和穆斯林認他為以色列人的始祖，是以撒之父。對穆斯林而言，亞伯拉罕（易卜拉欣）是伊斯蘭的先知，且是穆罕默德的先祖（從亞伯拉罕之子以實瑪利追溯）。其繼室基土拉為內蓋夫族的先祖。

## 在創世記的敘述
在《創世記》11:26–25:10中敘述

### 血系及召喚
亞伯蘭（後改名“亞伯拉罕”）及其家族原居於蘇美的吾珥（或譯作烏爾，於現今伊拉克南部的Muqqayyar）。父親他拉來自於迦勒底人統治的吾珥察底斯，可能位於兩河流域南部，但一些伊斯蘭教和猶太教的權威人士認為吾珥察底斯在兩河流域北部今日的南土耳其。
亞伯蘭全家遷徙到哈蘭（在伯拉大河，今幼發拉底河上游），其父他拉就死在哈蘭。之後亞伯蘭又和他的妻子撒拉、羅得（亞伯蘭末弟哈蘭之子）和跟隨他的眾人往迦南地去。上帝要亞伯蘭前往「我（上帝 ) 所要指示你的地去」並承諾「必賜福給你（亞伯蘭），叫你的名為大」，使亞伯蘭「成為大國」。亞伯蘭便到迦南的示劍，並在摩利橡樹的地方受到神的啟發。耶和華對亞伯蘭說：“我要把這地賜給你的後裔”。亞伯蘭便在那裡為神建了一座壇。從那裡又遷到伯特利的東邊的山，支搭帳棚；西邊是伯特利，東邊是艾城。又在那裡建壇奉獻給耶和華，求告耶和華的名。自此之後便漸漸遷往南地（死海西南的尼革地）去。

### 撒拉和法老
亞伯蘭由於饑荒到埃及避難，因怕妻子撒拉的美貌會引起埃及人的邪念、危害他自身安全，便先後向不知名的法老王和基拉耳王－亞比米勒宣稱撒拉是他的妹妹的（事實上，《创世记》第20章第12节的亚伯拉罕表明他們本是同父異母；而希伯來原文裡亞伯拉罕解釋撒萊是他同父異母的妹妹；再加上創世紀裡的族長遵守與同父異母或同母異父的姊妹訂婚的規定）。儘管如此，撒拉還是被法老帶到後宮，並準備娶她，厚待亞伯蘭，給他許多牛、羊、駱駝、驢子、奴婢，耶和華因此降災於法老和他的全家。亞伯蘭和撒拉便離開了埃及（以撒也在基拉耳碰到類似的事情）。
亞伯蘭離開後到了伯特利和艾的中間，並在那裡住了一段時間，直到他的牧人和姪子羅得的牧人起爭執，又因財產過剩而不能全被帶回迦南地，便提議分開。亞伯拉罕讓羅得先選地，羅得便選了約但河的全平原，他自己遷到希伯倫幔利的橡樹居住，在那裡為上主建了一座壇。

### 救回羅得
迦南平原地區有五王曾經臣服於朱澎基大老瑪12年，五王分別有所多瑪王比拉、蛾摩拉王比沙、押瑪王示納、洗扁王善以別、和比拉王瑣珥。到第13年，他們聯合起來叛亂。於是基大老瑪聯合了3個盟友——示拿王暗拉非，以拉撒王亞略，和戈印王提達，擊敗了叛亂的五王。
亞伯蘭聽說羅得在所多瑪被擄走，就帶家裏生養的精練壯丁318人、直追到但，將被擄掠的一切財物奪回來、連他姪兒羅得和他的財物、以及婦女人民、也奪回來，並殺敗基大老瑪。亞伯蘭得到撒冷王(路西明)麥基洗德祝福；所多瑪王要將財物給亞伯蘭，但是亞伯蘭說已向耶和華起誓，不會拿任何的東西。

### 上主给亞伯蘭的異象
上主在異象中對亞伯蘭說要好好賞賜他，亞伯蘭對上主說：「我（亞伯蘭）沒有兒子，你（上主）可以賜我甚麼？並且接承我家業的、是大馬色人以利以謝。你沒有給我兒子、那在我家裏生活的人、就是我的後嗣。」上主回應說，以利以謝不會成為亞伯蘭的後嗣，亞伯蘭自己所生的才是他的後嗣；並告訴他，他的後裔會好像星星那麼多。亞伯蘭則相信上主。

### 亞伯拉罕的兒子以實瑪利

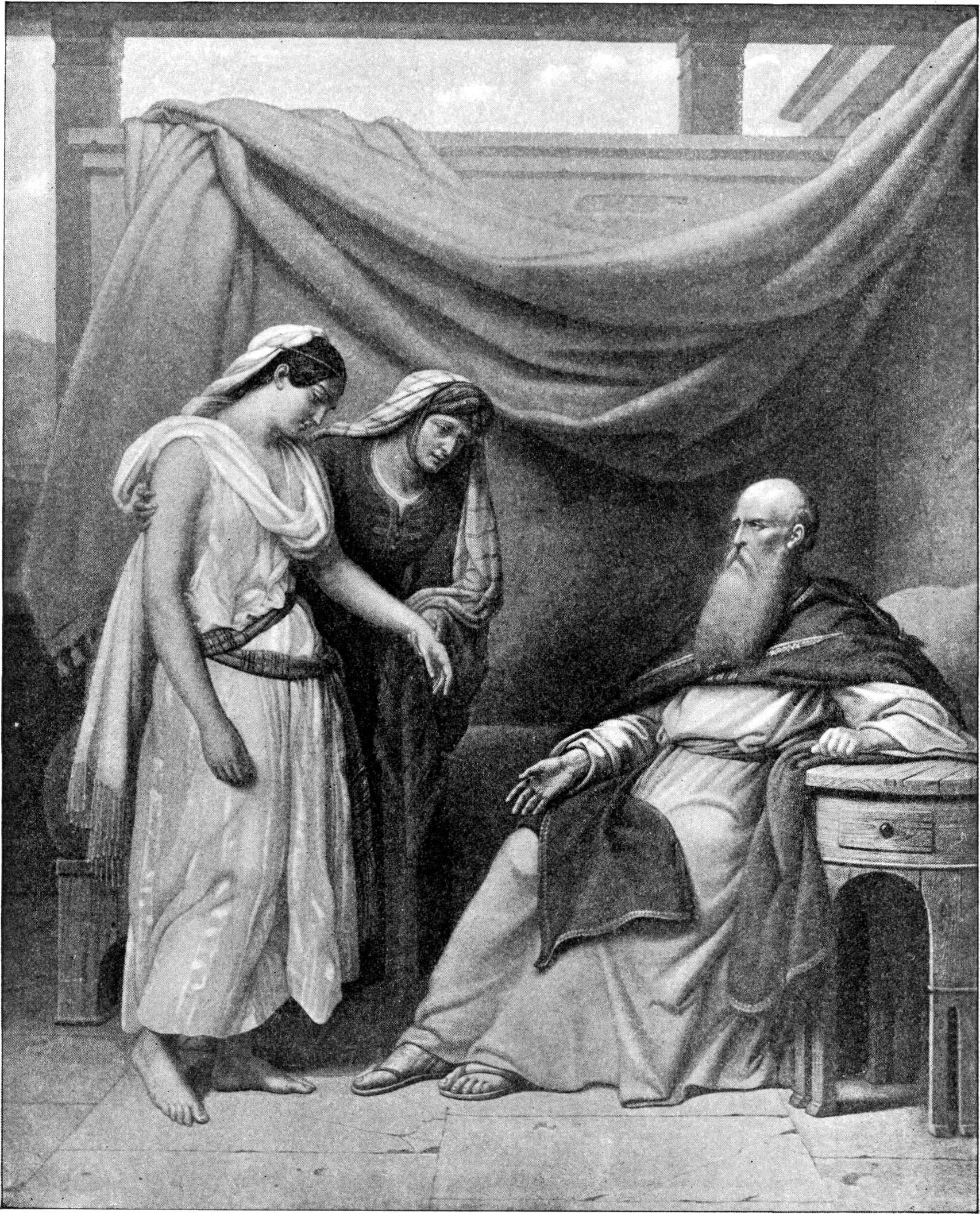
《亞伯拉罕、撒萊和夏甲》，一本1897年《聖經》中的插圖

亞伯蘭的妻子撒萊有一個使女名叫夏甲，是埃及人。撒萊不能生育，於是撒萊叫亞伯蘭跟他的使女同房。亞伯蘭與夏甲同房、夏甲就懷了孕，生了一個兒子。亞伯蘭給他起名叫以實瑪利，而以實瑪利是「神聽見」的意思。以實瑪利出生時，亞伯蘭八十六歲。

### 上主與亞伯拉罕立約
亞伯蘭99歲的時候，上主把他改名做亞伯拉罕，並向他立約、使他的後裔極其繁多。神又要亞伯拉罕的後裔中所有男子都要受割禮。妻子撒萊就是做撒拉，亞伯拉罕會從她那裡得知一個兒子的好消息。亞伯拉罕就笑着想：一百歲的人還可以有孩子嗎？撒拉已經98歲了、還可以生養嗎？上主則說妻子撒拉生的兒子、要起名做以撒，祂要與他堅定所立的約，作他後裔永遠的約。至於以實瑪利，祂也應允。祂也賜福給以實瑪利，使他昌盛極其繁多，他會生下十二個族長，祂也要使他成為大國。那天，亞伯拉罕遵着神的命令，他的兒子以實瑪利和家裏的一切男子，無論是在家裏生的，是買回來的，也行了割禮。

### 亞伯拉罕和所多瑪城
上主聽到所多瑪城和蛾摩拉城的罪惡甚重。亞伯拉罕則問是否要把那裏的義人和壞人一起剿滅，如果那裏有50個義人是否也把他們剿滅。上主則回應，如果有50個義人祂就不剿滅那城。亞伯拉罕又問，如果義人少了5個，只有45個，是否因少了5個人就滅了那城。上主則回應，如果有45個義人祂就不剿滅那城。亞伯拉罕繼續問，如果義人有40個，是否也滅了那城。上主則回應，如果有40個義人祂就不剿滅那城。這樣繼續問下去，最後亞伯拉罕問，如果義人有10個，是否也滅了那城。上主則回應，如果有10個義人祂就不剿滅那城（這表示那裏沒有10個義人）。於是，他們兩個就各自離開了。
有兩個天使晚上到了所多瑪城，羅得當時坐在所多瑪城的門口，看見他們，就起來迎接，臉伏在地上下拜，請了他們入屋。羅得為他們預備筵席，烤無酵餅，他們就開始吃東西了。他們還沒坐下來吃東西，所多瑪城裏各處的人，連老帶少，都來圍住那間房子，跟羅得說：「今日晚上到你這裏來的人在哪裏呢？把他們帶出來，任我們所作所為。」羅得就走出來，把門關上，到眾人那裏說：「眾弟兄，請你們不要作這惡事。我有兩個女兒，還是處女，可以任你們玩，唯獨請各位不要對我的客人動手」眾人不聽他們所說，就向前擁擠羅得，要攻破房門。那兩個天使就伸出手來，將羅得拉進屋去，把門關上。並且令門外的人，無論老少，眼都昏迷，他們摸來摸去，也找不到屋門。二個天使對羅得說：「你這裏還有甚麼人？無論是女婿、是兒女，和這城中一切屬你的人，你都要將他們從這個城帶出去。我們要毀滅這地方、因為城內罪惡的聲音，在耶和華面前甚大。上主差我們來，要毀滅這地方。」於是羅得就去，告訴娶了他女兒的女婿說：「你們要離開這地方，因為耶和華要毀滅這個城。」他的女婿們卻以為他是開玩笑。
天快亮的時候，天使催逼羅得起床，並叫他的妻子和他在這裏的兩個女兒出去，免得他們因這城裏的罪惡，一同被剿滅。但羅得遲延不走。因為上主憐恤羅得，天使就拉着他的手和他妻子的手、他兩個女兒的手，把他們領出來，安置在城外。然後說：「逃命吧！不可回頭看，也不可在平原站住，要往山上逃跑，免得你被剿滅。」但羅得對他們說：「我主啊！請不要這樣。看哪，你僕人既然在你眼前蒙恩，你又向我大施慈愛，救活我的性命；可是我還逃不到山上，恐怕這災禍就追上了我，我就死了。看哪，這座城很近，可以逃到那裡，那只是一座小城，請讓我逃到那裡去。那不是一座小城嗎？這樣我就可以活命了。」於是有一位天使對他說：「這事我也答應你，你所說的這城，我不會傾覆。趕快逃到那裡去，因為你還沒有到達那裡，我就做不了甚麼。」那個城叫做瑣珥（瑣珥就是小的意思）。羅得到達瑣珥的時候，太陽已經從地面升上來了。當時，上主就使硫磺與火，從天上上主那裡降到所多瑪和蛾摩拉；把那些城和全平原，以及城中所有的居民，連地上生長的，都毀滅了。而羅得的妻子向後一望，就變成了鹽柱。
亞伯拉罕清早起來，到他一向站在上主面前的地方，向所多瑪和蛾摩拉，以及平原全地觀望，看見那地有煙上升，好像燒窯的煙一樣。神毀滅那平原上的眾城，傾覆羅得所住過的眾城的時候，神為了記念亞伯拉罕，把羅得從傾覆中救出來。

### 亞伯拉罕的兒子以撒
据《聖經》的記載，上帝與亞伯拉罕立約，要讓他的後裔如同天上的繁星，地上的細沙一樣多。《创世记》第21章記載，亞伯拉罕年一百歲，撒拉年九十歲，上帝在前一年有來拜訪亞伯拉罕夫妻，並告訴他們明年的這個時候將要生一個兒子，當時撒拉暗笑，亞伯拉罕也感到不信。可是上帝果然照著祂所說的，撒拉生下了一個兒子，亞伯拉罕給他取名叫以撒，以撒就是「歡笑」之意。

### 獻上以撒
神令亚伯兰改名为亚伯拉罕，并应许他会赐他很多儿子和很多子孙。神并使他家业大兴。后来得了一子，取名以撒，爱之如掌上明珠。一天，上主呼叫亚伯拉罕，命他将爱子以撒作为牺牲献给上主。笃信神的亚伯拉罕甘愿忍受这一残酷的天命，带着孩子和祭具到摩利亚山上去行祭。孩子不知自己就是祭品，问父亲祭祀为何不带祭品？父子俩到了山上，亚伯拉罕作好一切准备，正欲将儿子放上祭坛动刀砍杀时，神的使者从天上呼叫他，天使说：“你不可在这童子身上下手，一点也不可害他。现在我知道你是敬畏神的了，因为你没有将你的儿子，就是你的独生的儿子，留下不给我。”告诉他这是神諭的磨练。这一考验超出了凡人的最大限度。从此，神便授命亚伯拉罕为世上的代理人，连后来的耶稣降生也属于他第五十二代的后辈之事。

### 埋葬
他兩個兒子以撒、以實瑪利把他埋葬在麥比拉洞裏。麥比拉洞－麥比拉在迦南地幔利之東方，幔利就是希伯崙（23:9 ，19；35:27； 13:18）。據考察，麥比拉洞位於希伯崙的西坡上，裏面有許多各個不同的小房裏，亞伯拉罕、以撒、雅各、撒拉、 利百加，和利亞的石墓放置在此，而且在以撒、利百加的墳墓中間有一個圓洞，可以通到下面的一個岩石穴中去，據說那就是真正的麥比拉洞，是亞伯拉罕曾出了四百舍客勒銀子（一舍客勒合希臘一個大銀幣，向赫人瑣轄的兒子以弗侖買了這一塊田地和其中的洞作爲墳地，就將撒拉葬在這裏（創 23:8-9 ，15 ， 18-20）。前面所提到亞伯拉罕族的諸人，以後也埋葬在這洞裏（25:9-10； 35:27-29 ；49:29-33 ；50:12-13 ）。

## 宗教传统中的亚伯拉罕

### 基督教
《圣经》旧约中的创世纪中皆记载亞伯拉罕的兒子以撒是犹太和以東種族的祖先、兒子以實瑪利是阿拉伯種族的祖先，在基督教信仰中，亞伯拉罕（易卜拉欣）是信心的楷模，他愿意服从上帝、把自己的独生子以撒献祭，预表了上帝献出耶稣。
經文記載他生于两河流域下游吾珥，后带领部落穿越阿拉伯沙漠到达应许之地，整个部落得以繁衍生息。

### 伊斯兰教
易卜拉欣 （亞伯拉罕）是古兰经中的一个重要角色，在共25章里被或简或详的提到。穆斯林认为他是一个先知和族长，是完美穆斯林的楷模，與兒子易斯馬儀（以實瑪利）共同在麥加修建了克爾白。
在伊斯兰历每年的12月10日，穆斯林宰杀牲口过节，被称为古尔邦节，该节日是为了纪念先知易卜拉欣忠实执行真主命令，向安拉献祭自己的儿子易司马仪（基督教翻译成以实玛利），而后又用羊羔代替的这一事件。

### 巴哈伊信仰
巴哈伊信仰的先知巴哈欧拉承认亚伯拉罕以及其他亞伯拉罕諸教中的先知们的最高宗教地位，也声称是亚伯拉罕与基土拉和撒拉所生后代的血统传承者。另外，巴哈欧拉也失去了一个儿子。巴哈欧拉在狱中赞美他的儿子，并认为其子的死亡使得后来移除了对他的垂死的祈祷的限制；他将其与亚伯拉罕试图牺牲其子的行为相比。